# Caio Genúcio Clepsina
Caio Genúcio Clepsina (em latim: Gaius Genucius Clepsina) foi um político da gente Genúcia da República Romana eleito cônsul por duas vezes, em 276 e 270 a.C., com Quinto Fábio Máximo Gurges e Cneu Cornélio Blasião respectivamente. Provavelmente irmão de Lúcio Genúcio Clepsina, um dos cônsules em 271 a.C., Caio foi o primeiro de sua família a chegar ao consulado.

## Primeiro consulado (276 a.C.)
Foi eleito em 276 a.C. com Quinto Fábio Máximo Gurges. O único fato relevante deste ano foi que a cidade de Roma, mais uma vez, foi acometida por uma grave epidemia.

## Segundo consulado (270 a.C.)
Em 270 a.C., Caio Genúcio foi eleito novamente, desta vez com Cneu Cornélio Blasião. Paulo Orósio e Dionísio de Halicarnasso mencionam o Lúcio Genúcio Clepsina como cônsul de 271 a.C. pelo nome (com exceção de Apiano, que o chama erroneamente de "Fabrício"). Mas mesmo entre eles há um desacordo sobre seu nome completo: Orósio chama-o simplesmente de "cônsul Genúcio" e data a captura de Régio um ano depois da captura de Taranto, o que daria a Lúcio Genúcio o mérito; Dionísio, por outro lado, chama-o de "C. Genúcio" e parece atribuir a captura da cidade a Caio Genúcio.